# علامة ريسر
علامة ريسر عبارة عن مقياس غير مباشر لمدى نضج الهيكل العظمي، عن طريق فحض بالأشعة السينية حيت يتم ملاحظة درجة تعظم المشاشة الحرقفية، تستعمل علامة ريسر في تقييم نمو الهيكل العظمي يبدأ تصلب المشاشات الحرقفية عند الحافة الأمامية الجانبية ويتمدد وسطي نحو العمود الفقري. ثم يتم اندماج المشاشات المتكلسة مع الحرقفة في الاتجاه المعاكس، من المنتصف إلى الجانب. 
سلم مقاييس التقييم مكون من خمس نقاط كما يلي:
- الدرجة الأولى: بمعنى عندما تكون نسبة التمعدن في العظم 25%، مما يعني تصنيف مع مرحلة ما قبل البلوغ أو البلوغ المبكر.
- الدرجة الثانية: عندما تكون نسبة التكلس في العظم 50%، وهي تتوافق مع المرحلة التي تسبق أو أثناء طفرة النمو .
- الدرجة الثالثة؛ عندما تصل نسبة التمعدن في العظم إلى 75%، وهو ما يشبر إلى مرحلة تباطؤ النمو.
- الدرجة الرابعة: عندما تصل نسبة التمعدن في العظم إلى 100%، وهو ما يعني توقف النمو تقريبا.
- الدرجة الخامسة: عندما يصبح عظم الحرقفة متصلبا بشكل تام وتلتحم المشاشة الحرقفية مع العرف الحرقفي ما يعني نهاية النمو.

يستخدم مقياس ريسر لتقدير إمكانات النمو المستقبلية للعمود الفقري لدى المراهقين، وخاصة في حالة الجنف الشوكي . أدرك ريسر أن تعظم المشاشات الحرقفية يأتي بالموازاة مع تعظم المشاشات الفقرية. كلما كانت مرحلة النمو مبكرة، كلما زادت احتمالية ظهور الجنف الفقري واحتمال الحاجة إلى التدخل.  لاحظ أنه ورغم كون ريسر وصف اكتشافاته في إحدى المحاضرات في العام 1948 وقام بنشر أوراقه البحثية في العام 1958, لكن نظام القياس الرسمي تم تطويره وبوقت لاحق.